# HIP 41378 f
HIP 41378 f (também conhecido como EPIC 211311380 f) é um exoplaneta orbitando em torno da estrela tipo-F de HIP 41378. Ele tem um raio de 0.910±0.125 RJ.